# Julius Thole
Julius Thole (Hamburgo, 17 de mayo de 1997) es un deportista alemán que compite en voleibol, en la modalidad de playa.
Ganó una medalla de plata en el Campeonato Mundial de Vóley Playa de 2019. Participó en los Juegos Olímpicos de Tokio 2020, ocupando el quinto lugar en el torneo masculino.

## Palmarés internacional
| Campeonato Mundial | Campeonato Mundial  | Campeonato Mundial | Campeonato Mundial |
| Año                | Lugar               | Medalla            | Pareja             |
| ------------------ | ------------------- | ------------------ | ------------------ |
| 2019               | Hamburgo (Alemania) | Medalla de plata   | Clemens Wickler    |